# 南昌县
南昌县为中国江西省下辖县份，隶属南昌市管辖。南昌县为较具实力的县市之一，三面環抱南昌市主城區，縣政府駐澄湖北大道99号。
地理上，南昌县位于江西中部偏北，赣江、抚河下游，全县东西宽36公里，南北77公里，地理坐标为东经115°49′至116°19′、北纬28°16′至28°58′之间。县境东邻进贤县、南接丰城市、东北濒鄱阳湖，西和北与新建区隔赣江相望，中西部与南昌市区呈合抱之势。全县辖域总面积为1,839平方公里，2021年末，南昌縣户籍總人口為1073014人，比2020年末增加8463人。

## 县域位置
南昌县位于江西中部偏北，在赣江、抚河下游。位处东经115°49'~1l6°19'、北纬28°16'~28°58'之间。东邻进贤，南接丰城，东北濒鄱阳湖，西和北与新建相隔赣江，中西部与南昌市区呈抱合之势。

## 历史沿革
汉高祖五年（公元前202年），汉将灌婴驻军当地，设豫章郡，次年（西汉高祖六年，公元前201年）修筑城池，城址在今南昌火车站东南约4公里的黄城寺，城周长十里八十四步，称为“灌婴城”，开创南昌建城史。首建“南昌县”为豫章郡之郡治，取“昌大南疆”和“南方昌盛”之意，定名“南昌”；县境含今之南昌、新建、丰城、进贤4县地及附近一些地域；三国时魏黄初二年（221年）与丰城县分治，宋太平兴国六年（981年）与新建县分治，崇宁二年（1103）与进贤县分治:1

### 秦朝前
- 前21世纪至前771年（夏商周）时古未封邑，《禹贡》云属扬州之域；[3]:5
- 前770年-前221年（春秋战国）楚之东境吴之西境，显王三十五年，楚灭越，属楚地，仍无封邑；[3]:5

### 秦朝
- 前223年秦灭楚，设置三郡（会稽、章、九江），地属九江郡。郡治寿春。[3]:5
- 始皇二十六年分全国为三十六郡，地仍属九江郡；[3]:5
- 汉高帝元年（前206年）属于九江王国；[3]:5
- 汉高帝四年（前203年）属于淮南王国。[3]:5

### 汉朝
- 高帝五年（前202年）灌婴渡江破吴郡，分九江郡立豫章郡，平定豫章同年，始建南昌县（治所在今江西南昌市东[4]），隶属豫章郡，为郡治。[3]:2
- 西汉元封五年（前106年）设置扬州刺史部，豫章郡南昌县属之。[3]:2
- 新莽始建国元年（9年），改豫章郡为九江郡，县易名宜善县。郡治九江。[存在爭議][3]:2
- 东汉建武元年（25年），复名豫章郡南昌县。[3]:2

### 三国
- 汉献帝兴平元年（194年）孙策据江东，以孙贲为豫章太守，[3]:2
- 建安二十四年（219年）封孙权为南昌侯，[3]:2
- 建安中期，孙权据吴，析南昌地置富城、钟陵、宜丰三镇。[5]
- 魏文帝黄初二年（221年），封孙权为吴王。孙权析县南境为富城县（今之丰城市）自此南昌、丰城分治不合。[3]:2

### 晋朝
- 太康元年（280年）属扬州豫章郡。[3]:2钟陵镇升为钟陵县，隶于豫章郡。[5]
- 元康元年（291年）属江州豫章郡。[3]:2晋属江州，为州治。[6]
- 永嘉元年（307年）《晋书》：彭泽改隶浔阳，省宜丰、钟陵归属南昌县。[3]:2

### 南北朝
- 南朝宋（420～479年）属江州豫章郡。[3]:2
- 《宋书》元嘉二年（425年）废海昏县。[3]:2
- 梁（502～557年）属豫章王国。[3]:2
- 梁末置豫宁郡，豫章郡存县八，大同二年（536年）移丰城属巴山郡，存县七，复置宜丰、钟陵，领县九。[3]:2
- 陈（557～589年）属江州豫章郡。[3]:3
- 永定二年（558年），移新淦属巴山郡，存县八；永定三年（559年）以县西境置西昌县[存在爭議]，统县复为九。[3]:3

### 隋朝
- 隋开皇九年（589年）更名豫章县，属洪州总管府洪州。省艾，永修、豫宁、新吴入建昌。 [3]:3
- 大业初（605年）属豫章郡；钟陵县并入豫章县。丰城还属豫章郡。豫章郡领豫章、建昌、建城、丰城四县。 [3]:3

### 唐朝
- 武德五年（622年）《唐书》:析置钟陵县。于西境置南昌县 (唐朝)(县志作西昌县)，以南昌县 (唐朝)置孙州，于建昌县置南昌州总管府，孙州隶之。洪州领豫章、丰城、钟陵三县。[3]:3
- 武德八年（625年）省钟陵县、南昌县 (唐朝)(县志作西昌)入豫章县，孙州，南昌州废。[3]:3
- 贞观元年（627年）贞观元年分天下为十道，属江南道洪州。[3]:3
- 唐玄宗开元二十一年（733年）分为十五道，属江南西道洪州。[3]:3
- 天宝元年（742年）洪州复改豫章郡，本县属之。[3]:3
- 乾元元年（758年）复为洪州，本县属之。[3]:3
- 宝应元年（762年）避代宗(李豫)讳，更名钟陵县。[3]:3
- 贞元元年（785年）《元和郡县图志》云宝应元年十二月复名南昌县。《唐书》云贞元中改，此后县名均称南昌。[3]:3

### 五代十国
- 南唐周显德五年（958年）属南昌府洪州领县七。[3]:3
- 南唐宋建隆二年（961年）李璟短暂迁都南昌府（号“南都”）。[3]:3

### 宋朝
- 开宝八年（975年）是年平江南，归宋。属洪州[3]:3
- 太平兴国六年（981年）析西境置新建县，自此南昌、新建分治不合[3]:3
- 至道三年（997年）《宋史》:至道三年分天下为十五路，天圣析为十八，元又析为二十三。属江南西路洪州。[3]:3
- 崇宁二年（1103年）升南昌之进贤镇为进贤县。《县志》又云:大观二年刘清风乡入进贤。自此南昌、进贤分治不合。[3]:4
- 建炎四年（1130年）《宋史》建炎元年洪州与江宁府并升帅府。建炎四年合江东西为江南路，绍兴（年号）初复为东西路，洪州隶江南西路。[3]:4
- 隆兴元年（1163年）升洪州为隆兴府。[3]:4

### 元朝
- 至元十四年（1227年）属江西行中书省江西道宣慰司隆兴路总管府隆兴路[3]:4
- 至元二十一年（1284年）属江西行中书省；避裕宗讳，更名龙兴路。[3]:4

### 明朝
- 公元1362年（元至正二十二年）农历正月，朱元璋占领南昌后，改变元朝建制，将龙兴路改为洪都府，依旧置江西行省，治吉安。二月，还治南昌。次年，改洪都府为南昌府。[7]:100
- 洪武九年（1376年）属江西等处承宣布政使司南瑞道，洪都府改为南昌府[3]:4

### 清朝
- 1644~1911年属江西等处承官布政使司，分守南昌道分巡南瑞道，南昌府。[3]:4

### 民国
- 民国元年（1912年）废府及直属州[3]:4
- 民国3年（1914年）全省设四道，属豫章道。[3]:4
- 民国14年（1925年）7月成立南昌市政处，为设市进行筹备事宜。[8]:73
- 民国15年（1926年）道废，县直隶省，南昌县城设南昌市，市县分治。[3]:4但县治未变动。
- 民国21年（1932年）江西省辖十三行政区，属第一区。县治今子固路。[3]:4行政区驻南昌。[9]同年撤销南昌市但保留辖区监制由省领导[8]:116。
- 民国24年（1935年）江西省辖八区，属第一区。行政区驻武宁。[3]:4同年年8月成立南昌市政委员会[8]:117。
- 民国26年（1937年）江西省辖八区，属第一区。县治移至万舍。[3]:4同年7月恢复南昌市政府[8]:117。
- 民国28年（1939年）江西省辖十一区，属第十一区。日本军入侵南昌。省府三月移至吉安，冬移泰和。县治移三江蔡家，行政区驻丰城。[3]:4
- 民国31年（1942年）江西省辖九区，属第一区。行政区驻丰城。[3]:5
- 民国34年（1945年）8月日本投降。9月县治迁移莲塘。[3]:5
- 民国35年（1946年）5月县治迁谢埠。[3]:5

### 新中国
- 民国38年（1949年）5月21日谢埠解放，6月15日南昌县人民政府成立。8月20日县治复迁莲塘。属南昌专区[3]:5
- 1958年9月与新建县同划归南昌市辖[3]:5
- 1961年7月又同划归宜春专区辖[3]:5
- 1967年11月复划归南昌市辖，至今。[3]:5

## 行政区划
南昌县下辖1个街道办事处、11个镇、7个乡：
八月湖街道、莲塘街道、向塘镇、三江镇、塘南镇、幽兰镇、蒋巷镇、武阳镇、冈上镇、广福镇、昌东镇、麻丘镇、泾口乡、南新乡、塔城乡、黄马乡、富山乡、东新街道、八一乡、小蓝经济开发区、银三角街道、南昌市五星垦殖场和江西省良种繁殖场。

### 县治变迁

#### 灌嬰城
高帝五年（前202年）灌婴渡江破吴郡，分九江郡立豫章郡，平定豫章同年，始建南昌县，隶属豫章郡，为郡治。:2
汉高祖六年（前201年），汉将灌婴筑豫章城（又称灌嬰城），为豫章郡郡县同治，这是南昌有城之始。城周长10里84步（约合今4121公尺），共设6门，顺时针方向依次为：南门、松阳门、门昌门、北门、东门。城址在今火车站东南约4公里的黄城寺一带。（治所在今江西南昌市东）清末时，此地仍名为灌城乡。:102
三国吴凤凰二年（273），吴豫章太守张俊，“建那东南双阙”，修建了东南门城楼。:102
东晋太元十四年（389），豫章太守范宁，将南昌城扩大，在原六门之外，又新辟了东北和西南两个城门。城内“门有三涂”，“男女异路”，男行左，女行右，车行中间，这是古代“王制”对城市道路功能的一种规定。:102
唐贞观十一年（637）县治向西迁移，灌嬰城自此被废。

#### 南昌城

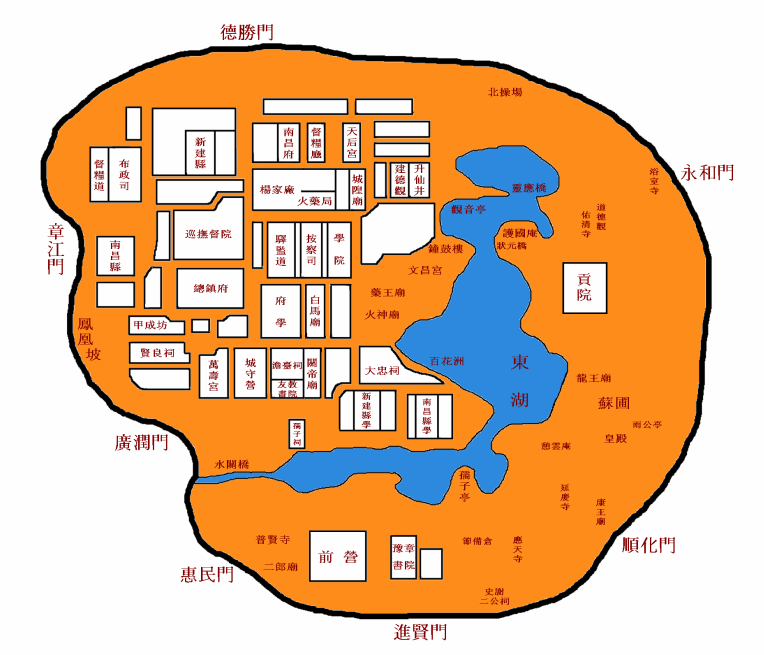
南昌旧城地图

唐贞观十一年（637）：县治向西迁移，重筑新城，城界接近赣江、抚河（今抚河故道）。:103又称南昌城、洪都城，为洪州州县同治，现今的南昌城区就是在洪都城的基础上发展而来的。
唐玄宗开元二十一年（733年）分为江南道为江南西道，治所洪州。:3至此今日南昌市区再次成为江西行政中心至今。
此后唐、宋、元、明历代多次对南昌城进行扩建整改:103。南唐宋建隆二年（961年）短暂迁都至南昌府（号“南都”），这是南昌仅有的一次建都史。:3

#### 近代治所变动
民国15年（1926年）南昌县城设南昌市，市县分治。:4但县治未变动。
民国17年（1928年）城墙拆除，并用原城墙基础建成榕门路和环城路。:103
民国21年（1932年）县治今子固路。:4同年撤销南昌市但保留辖区监制由省领导:116。
民国26年（1937年）6月，省务会议决定自7月1日起成立南昌市政府，任命龚学遂为市长。:73同年县治移至万舍。:4市县分治。
民国28年（1939年）日寇入侵南昌。县治移三江蔡家。:4
民国34年（1945年）日本天皇投降。9月县治迁移莲塘。:5
民国35年（1946年）5月县治迁谢埠。:5
民国38年（1949年）5月21日谢埠解放，6月15日南昌县人民政府成立。8月20日县治复迁莲塘。:5因考虑到莲塘就近浙赣铁路支线并有莲塘站。:20

#### 万舍街
万舍街起源于明代，20世纪20至30年代达到鼎盛。1939年日军侵占导致居民逃散、商业萧条。1945年日军投降后，居民回归，商业复苏。
1950年2月，万舍街成为第十区万舍乡一部分，后建立初级和高级农业合作社。1958年成立万舍管理区，1961年设人民公社，1968年改为大队。1984年成立万舍街居民委员会；今属冈上镇。:25
1949年前夕属第六区万舍镇；1949初属第十区万舍乡；初级社时属万舍、东谭初级社；高级社时属万舍高级社；1955年属冈上区万舍乡；1956年属向塘区万舍乡；1958年属超英人民公社万舍大队；1959年属向塘公社万舍管理区万舍大队；1961年属向塘区万舍公社万舍大队；1969年属冈上公社万舍大队；1984年改公社为乡，大队改为村民委员会，万舍大队改万舍村民委员会；今属冈上镇。

#### 三江南街蔡家
因村庄前后靠河，常有船只停泊，渐成墟集。至南宋初年，墟集中心北移，以处三江口之南，称南市，亦称南街。后蔡姓繁衍，他姓衰迁，易今名。
早住范姓，村名范家。据载，范氏系北宋思想家、政治家、文学家范仲淹后裔，村西建有范仲淹庙。宋元祐三年（1088），蔡氏由宜丰县迁此，后有周、唐等姓迁入。
1940年至1944年期间，南昌县国民政府曾驻扎在南街蔡村。

#### 谢埠
1946年至1949年南昌县政府在地。今属青山湖区，有南昌县政府旧址。

#### 莲塘镇
莲塘镇位于县境中南部，距省城南昌市15公里，是省城的南大门，也是本县的古集镇之一。自1949年县人民政府迁至此地后，该地迅速发展，成为全县的政治、经济、文化中心。全镇面积12平方公里，其中城区面积4.55平方公里。1985年，该地有12个居委会和3个村民委员会，共有9184户，44114人，其中城镇居民7995户，38704人。:19

## 交通

### 古道
驿道
有两条，均以南昌市章江门外章江铺出起点，其一东达进贤，长30公里；其二南抵丰城，长55.5公里。境内支线从候村铺出发，南达丰城袁渡，长22.5公里。
大道
1. 从南昌市抚州门经罗家、乌沙港、麻丘街、拓林，至八字脑，长42.5公里；
2. 从乌沙港经罗舍渡、幽兰街，至径口街，长20公里；
3. 从谢埠经武阳街，至闹上街，长15公里；
4. 从罗家经太子殿、尤口街、滁搓，至赵围，长12.5公里；
5. 从市汉街经冈上，至新村墟，长11公里；其支线从冈上经荆林、合山、万舍至莲塘，长15公里；
6. 从扬子洲经黄渡街、楼前，至蒋埠，长25公里；
7. 从塘山经叶楼、蒋巷街，到楼前街，长15.5公里。[3]:297

### 公路
国道
南小线（ 105国道）、 316国道、 320国道、南张线
省道
沈三线、杨沙线、抚璜线:298

### 铁路
国铁
- 京九线在南昌县内有青云谱站、莲塘站、南昌南站、向塘站、向塘西站、三江镇站。
- 昌福铁路在县内有三江镇站
- 南昌西环铁路向塘站
- 沪昆线梁家渡站、潭岗站。
- 向潭铁路和向梁鐵路，因梁家渡至潭岗直通线特大桥线路启用后而不在正线段

城市轨道交通
- 南昌地铁1号线东段艾溪湖东部分站点位于南昌县境内由高新区代管。
- 南昌地铁3号线南段在南昌县内，并到莲塘西侧。
- 南昌地铁4号线一小段位于东新乡。

### 航空
南昌向塘机场坐落于县向塘镇，于1952年建成，1957年开始承担民航业务，直至1999年民航业务转往南昌昌北国际机场，南昌向塘机场现为军用机场。

## 教育
南昌县中等教育实力强劲，拥有江西省重点中学：南昌县莲塘第一中学、南昌县莲塘第二中学。一般普通高中：南昌县莲塘第三中学、南昌县莲塘一中实验学校、麻丘高级中学等优质高中。全县每年数十人考入清华北大。教育水平名列江西县域前茅。

## 语言
南昌县绝大部分地区属赣语昌靖片（昌都片），其最显著的特点是今声母送气影响调类的分化。只有最南端的三江镇和黄马乡属赣语宜浏片，调类分化不受声母送气影响，入声只有一个，不分阴阳。三江和黄马同其他地区在词汇上也有差异，典型的如“玩儿”，三江和黄马说“狠”，其他地区多说“韶”。
当地习惯将全县分为南北两个部分，把居赣江上游方向的南部地区叫做“上南昌”，把居下游的北部地区叫做“下南昌”。这种划分当然只是泛指，但根据“进城（进南昌城）”一词的不同说法，完全可以划出一条明确的界线：说“下城”的地区为上南昌，说“上城”的地区为下南昌。上南昌和下南昌说话有明显不同，上南昌的古去声清声母字一般均受今声母送气影响而造成调类分化，下南昌没有这种情况。只有罗家乡特殊，地理上应划归上南昌（“进城”说“下城”），方言上则应划归下南昌。三江片地处全县最上游，但传统上所说的“上南昌”并未将其全包括在内，因为这片地区不少村镇是后来从邻县划入的。有趣的是，三江镇一带管去南昌叫“进城”，没有“上城”、“下城”的说法。巧得很，这一片的方言同上南昌话也有明显差别。